# Nathan Bangs
Nathan Bangs (2 de mayo de 1778 – 3 de mayo de 1862) fue un Teólogo Cristiano estadounidense de corriente metodista y un influyente líder de la Iglesia Metodista Episcopal.
Nacido en Stratford, Connecticut, recibió una educación limitada, enseño en una escuela, y en 1799 fue a Alto Canadá en busca de trabajo como maestro o topógrafo. Bangs se convirtió al metodismo en 1800 y trabajo por ocho años como pastor itinerante en el desierto de las provincias Canadienses, trabajando para las comunidades de las zonas de Kingston, York, London, Niágara y Montreal. Es destacable su responsabilidad en la organización del primer campamento religioso en Alto Canadá en el otoño de 1805. Ese mismo año se casó con la canadiense Mary Bolton y después de una corta estadía en Bajo Canadá, se trasladó de nuevo a Estados Unidos en 1808, primero a Albany y luego a Nueva York en 1810.
En 1812, Bangs se convirtió en pastor encargado del distrito de Bajo Canadá, administrando también el distrito de Montreal. Bangs fue muy apreciado dentro de la iglesia, y podría haber recibido o solicitado una asignación más favorable. Sin embargo, con la inminente guerra entre Gran Bretaña y Estados Unidos, pocos jinetes se ofrecían como voluntarios para ser asignados a Canadá, y el obispo Asbury no asignaba a no voluntarios.  Bangs se ofreció para ser asignado en Canadá, ya que había una desesperada demanda de voluntarios. Sin embargo, la guerra previno que Bangs llegara a su destino, y en su lugar Bangs fue nombrado pastor encargado del circuito de Delaware, mientras que Thomas Burch fue al circuito de Montreal en su lugar. En los años subsiguientes, tomó parte prominente en los comités de la iglesia.
En 1820, fue transferido de un pastorado en Nueva York para convertirse en el agente principal de libros del Methodist Book Concern. Aunque la organización fue fundada por primera vez en 1798 por John Dickins, fue bajo el mandato de Bangs que el establecimiento se doto de su primera imprenta, encuadernadora, locales oficiales y periódico semanal. Todo esto ayudó a Bangs a pagar las deudas de la organización, a la vez que ejercía de editor en jefe de la Revista Metodista. En 1828 fue nombrado editor del Christian Advocate (aunque había estado ejerciendo como editor no oficial desde su creación en 1826). Cuando Methodist Quarterly Review reemplazó a Methodist Magazine en 1832, la Asociación General continuó con Bangs en la dirección editorial.
Bangs fue el principal fundador y secretario de la sociedad misionera metodista. Cuando fue nombrado secretario de la sociedad misionera en 1836, dedicó sus principales energías a su servicio, hasta que fue nombrado presidente de la Universidad Wesleyana, en Middletown, Connecticut, en 1841. 
Sorprendentemente,[cita requerida] eso resultó ser una decepción para todos y en 1842 Bangs reanudó el trabajo pastoral en Nueva York, y en 1852 se retiró y se empleó durante los años que le quedaban en labores literarias. Aunque su carrera fue ilustre,[cita requerida] La reputación de Bangs sufrió mucho cuando no apoyó a los abolicionistas metodistas en la Conferencia General de 1844. Abel Stevens publicó una extensa biografía de Bangs un año después de su muerte, en 1862.
Bangs defendió el arminianismo contra el calvinismo de su época. Era un firme creyente de la gracia preveniente pero no a expensas de la depravación total . Sostenia que, gracias a la gracia,  la humanidad tiene la capacidad de responder a Dios. También se opuso al antinomianismo practicado por algunos miembros rivales de la comunidad bautista New Light.
Su obra más importante[cita requerida] fue Historia de la Iglesia Metodista Episcopal desde su origen en 1776 hasta la Conferencia General de 1840 (4 volúmenes, Nueva York, 1839–42). Sus otras obras publicadas fueron un volumen dirigido contra el cristianismo, una nueva secta en Nueva Inglaterra (1809); Errores del hopkinsianismo (1815); Predestinación examinada (1817); Reformador Reformado (1818); Episcopado Metodista (1820); Cartas a los Jóvenes Ministros del Evangelio (1826); vida del reverendo Garrettson nacido libre (1829); Historia auténtica de las misiones bajo el cuidado de la Iglesia Metodista Episcopal (1832); La Iglesia Original de Cristo (1836); Ensayo sobre la emancipación (1848); Estado y Responsabilidades de la Iglesia Metodista Episcopal (1850); Cartas sobre la santificación (1851); una Vida de Arminio ; Vindicación Bíblica de las Órdenes y Poderes del Ministerio de la Iglesia Metodista Episcopal ; y numerosos sermones.

## Recursos
Biografía
- Biography at the Dictionary of Canadian Biography Online

Fuentes
- Works by or about Nathan Bangs at Internet Archive
- Online works of Nathan Bangs
- Journals of Nathan Bangs 1805-6, 1817

Bibliografía
- Practical Divinity: Theology in tho Wesleyan Tradition (1982) by Thomas A. Langford, chapter 4: "The Americanization of Wesleyan Theology", (ISBN 0-687-07382-0)
- Rawlyk, George.  The Canada Fire: Radical Evangelicalism in British North America, 1775-1812. McGill-Queen's UP, 1994.
- Carroll, John (1867). Case and his cotemporaries [sic], or, The Canadian itinerants' memorial constituting a biographical history of Methodism in Canada, from its introduction into the Province, till the death of the Rev. Wm. Case in 1855 I. Toronto: Wesleyan Conference Office.
- Warriner, Edwin (1885). Old Sands Street Methodist Episcopal Church, of Brooklyn, N.Y.: An Illustrated Centennial Record, Historical and Biographical. Phillips & Hunt.

- Datos: Q6968887
- Multimedia: Nathan Bangs / Q6968887